# アンドリュー・ブレイク
アンドリュー・ブレイク（Andrew Blake、1947年 - ）は、アメリカのポルノ映像作家である。日本では、『ナイトトリップス・シリーズ』の監督として知られる。
初め『プレーボーイ』向けのビデオ映像、セクシーランジェリー・シリーズでデビューし、後に独立して自身のレーベルを設立した。ナインハーフをハードにしたような美しい映像を特徴としている。

## 代表作
- ナイトトリップス1
- ナイトトリップス2
- ナイトトリップス3
- ナイトトリップス4

## 受賞歴
- AVN殿堂顕彰
- XRCO殿堂顕彰 (2003年)